# Bytom Open 2009
Il Bytom Open 2009, noto anche come Polska Energia Open, è stato un torneo professionistico di tennis maschile giocato sulla terra rossa, che faceva parte dell'ATP Challenger Tour 2009. Si è giocato a Bytom in Polonia dal 15 giugno al 21 giugno 2009.

## Partecipanti

### Teste di serie
| Nazionalità | Giocatore               | Ranking* | Testa di serie |
| ----------- | ----------------------- | -------- | -------------- |
| Francia     | Josselin Ouanna         | 120      | 1              |
| Spagna      | Rubén Ramírez Hidalgo   | 123      | 2              |
| Spagna      | Santiago Ventura        | 127      | 3              |
| Francia     | Laurent Recouderc       | 142      | 4              |
| Spagna      | Pablo Santos            | 181      | 5              |
| Rep. Ceca   | Jan Hájek               | 201      | 6              |
| Serbia      | Boris Pašanski          | 213      | 7              |
| Spagna      | Miguel Ángel López Jaén | 214      | 8              |

- Ranking al 25 maggio 2009.

### Altri partecipanti
Giocatori che hanno ricevuto una wild card:
- Mateusz Kowalczyk
- Michał Przysiężny
- Mateusz Szmigiel
- Bojan Szumański

Giocatori passati dalle qualificazioni:
- Vasek Pospisil
- Guillaume Rufin
- Artem Smyrnov
- Nicolás Todero

## Campioni

### Singolare
Laurent Recouderc ha battuto in finale  Jan Hájek con il punteggio di 6–3, 6–4

### Doppio
Pablo Santos /  Gabriel Trujillo Soler hanno battuto in finale  Jan Hájek /  Dušan Karol con il punteggio di 6–3, 7–6(3)